# Zlatá horečka na Klondiku

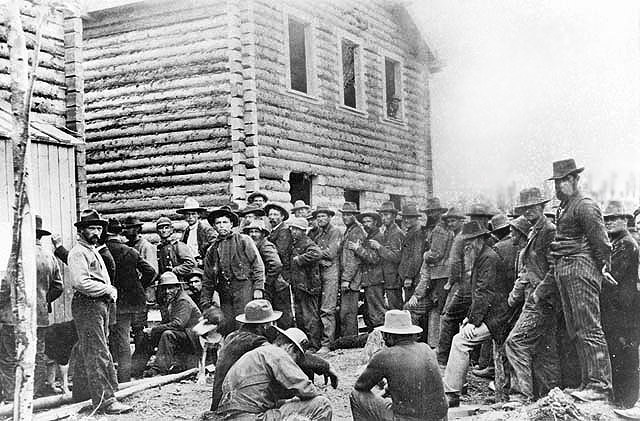
Zlatokopové čekají na registraci těžebních parcel

Zlatá horečka na Klondiku byla migrace více než 90 000 lidí do pusté oblasti Klondike u dnešního města Dawson City v kanadském teritoriu Yukon v letech 1896 a 1899. Zlato zde bylo objeveno 16. srpna 1896 a poté co zprávy o objevu v následujícím roce dorazily do měst Seattle a San Francisco, vyvolaly masový přesun lidí toužících zbohatnout. Některým se to skutečně podařilo, ale naprostá většina zůstala chudá. Zlatá horečka skončila v roce 1899, poté co bylo zlato objeveno u aljašského města Nome. Objev zlata tam způsobil exodus prospektorů z Klondiku.
Zlatá horečka na Klondiku byla jednou z největších masových migrací za nalezišti zlata v dějinách a jako taková byla zvěčněna na fotografiích, v knihách i filmech.

## Objevení zlata

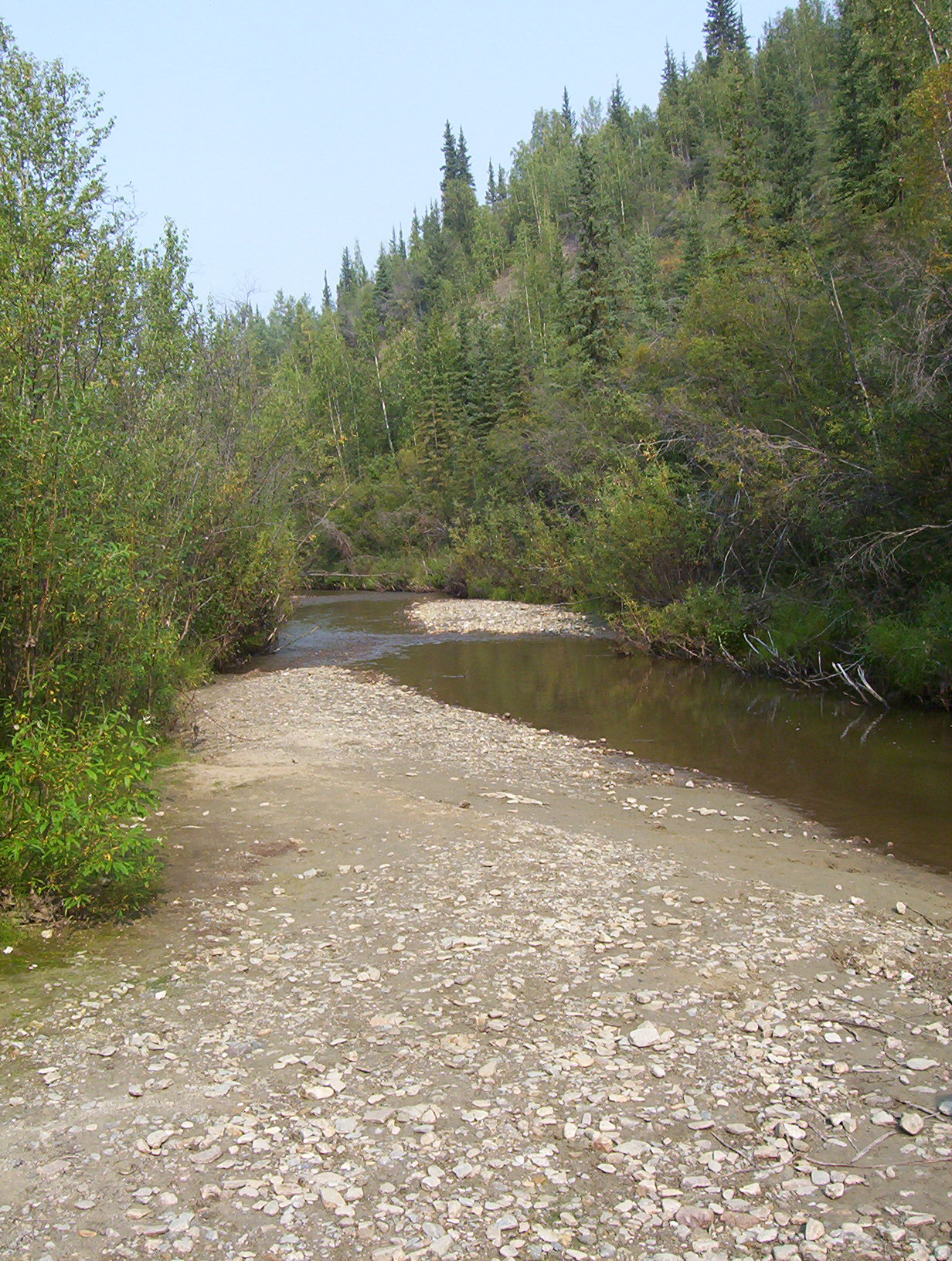
Potok Bonanza Creek v místě objevu zlata

V srpnu 1896 Američan z Kalifornie George Carmack společně s manželkou Kate a švagry Keishem (známým jako Skookum Jim Mason) a Káa Gooxem (Dawson Charlie nebo Tagish Charlie) chytali lososy na řece Klondike. Kate a oba švagři byli příslušníky indiánského kmene Tagishů. Čtveřice se zde setkala s Robertem Hendersonem, zkušeným zlatokopem, který hledal zlato už 25 let po celém světě, ale přesto se mu nedařilo zbohatnout. Jeho vyprávění o tom, že v okolí řeky Klondike by se měla nacházet naleziště zlata, zaujalo Carmacka. Hendersonova slova, vyjadřující negativní postoj k Indiánům, však Carmacka velmi roztrpčila.

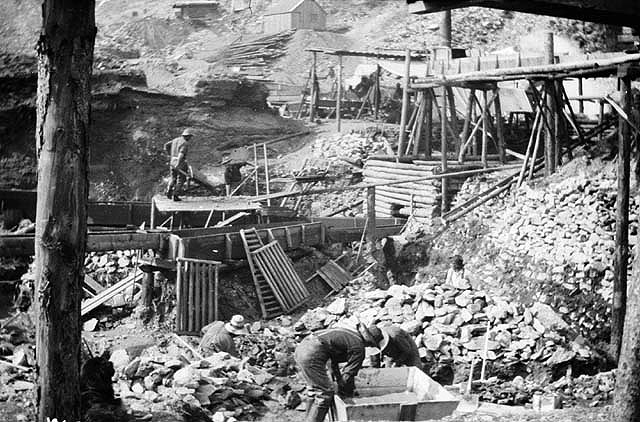
Těžba zlata na potoce Bonanza Creek

Carmack se společníky se poté přesunul o několik kilometrů proti proudu řeky, ke Králičímu potoku. Chtěli zde kácet stromy a klády prodat na pile u Fortymile Creeku. Díky Hendersonovu vyprávění zároveň hledali v potoce zlato. 16. srpna 1896 zlato skutečně našli. Naleziště bylo mnohem vydatnější než všechny do tehdejší doby objevené v oblasti Yukonu. Díky nálezu byl také Králičí potok přejmenován na Bonanza Creek.
O tom, kdo ze skupiny první zlato objevil, se dodnes vedou spory. Většinový názor se přiklání k Skookum Jimovi. Oficiálně byl objev připsán Carmackovi, protože on požádal úřady o registraci zlatonosné parcely, poté co se mu podařilo přesvědčit společníky, že požadavku Indiánů by nemuselo být vyhověno. Podle tehdejších kanadských zákonů si mohl každý zaregistrovat v oblasti jen jednu parcelu – claim, o rozměrech 152 metrů na 305 metrů. Výjimkou byl objevitel zlata, který mohl mít claimy dva. Zároveň zaregistroval po jednom pro svou ženu a své dva společníky.
Zpráva o objevu zlata se rychle rozšířila ve zlatokopeckých táborech v údolí řeky Yukon a zanedlouho byly pozemky v okolí Bonanza Creek i sousedních Eldorado Creek a Hunker Creek zabrané lidmi, kteří předtím hledali štěstí jinde na řece Yukon. Henderson, ačkoliv hledal zlato jen několik kilometrů odtud, se o nálezu dozvěděl až ve chvíli, kdy všechny bohaté pozemky už byly obsazené. Zkoušel své štěstí na Hunker Creeku, ale kvůli podlomenému zdraví byl nucen prodat svůj pozemek za tři tisíce dolarů. Tento claim vynesl novým majitelům zlato za 450 tisíc dolarů než pozemek prodali dále za 200 tisíc.

## Zlatá horečka

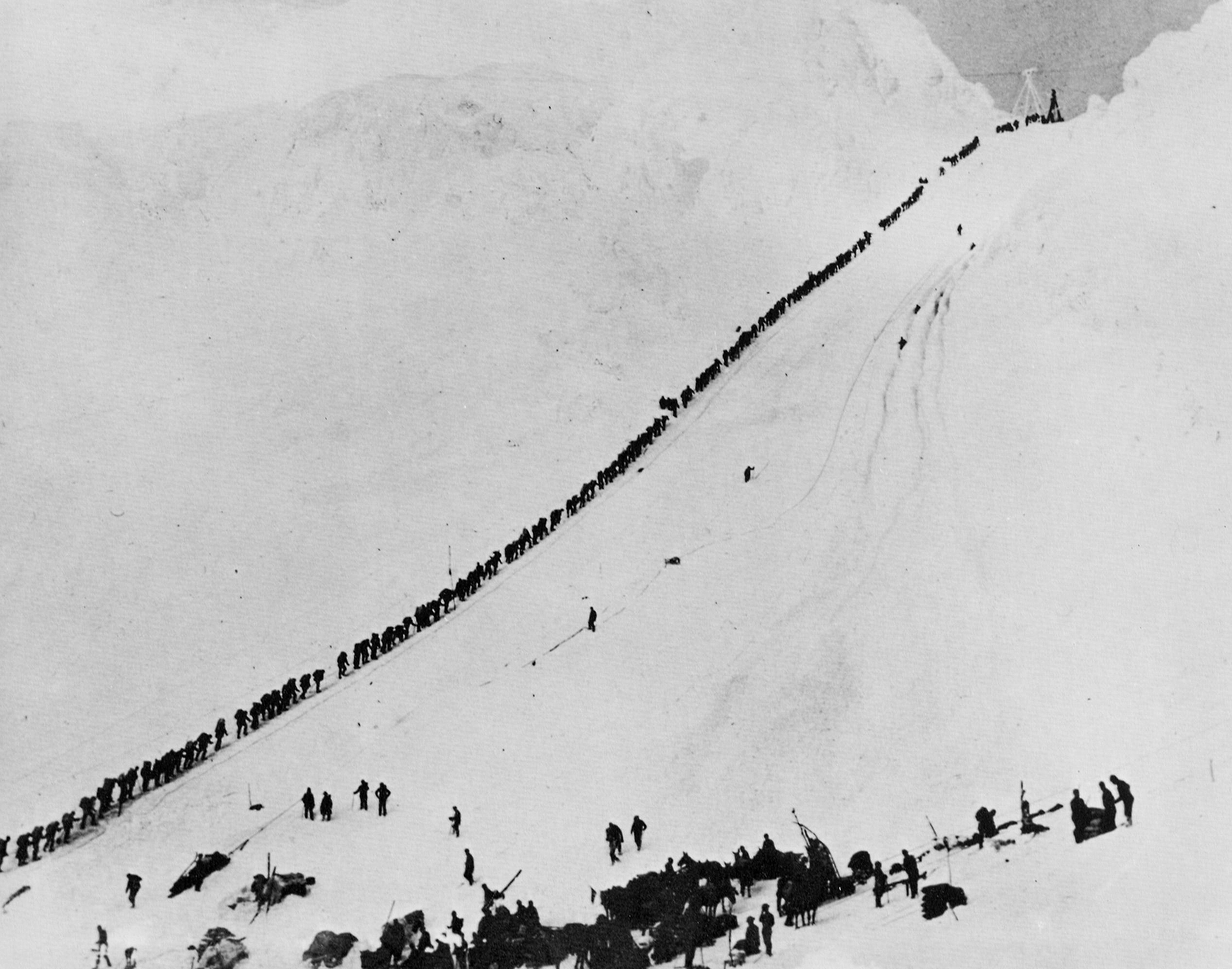
Nepřetržitý zástup lidí překonávajících průsmyk Chilkoot

Kvůli extrémní izolaci Klondiku od okolního světa se zpráva o bohatých nalezištích zlata dostala do USA až příští rok. První zlatokopové dorazili do přístavu v Seattlu 14. února 1897. Na parník, který připlul zpět do San Francisca o několik dní později už čekaly tisíce zvědavců. Zpráva o tuně zlata na jeho palubě se okamžitě rozšířila po celém světě a vypukla opravdová zlatá horečka. Do odlehlé oblasti Klondike se vydaly tisíce lidí z celého světa. Většina dychtivých zlatokopů připlula do přístavů Skagway 59°27′16″ s. š., 135°19′10″ z. d. nebo Dyea 59°29′56″ s. š., 135°21′20″ z. d. na Aljašce. Hřebeny Pobřežních hor překonali přes průsmyk Chilkoot (Chilkoot Pass, 1067 m) 59°41′46″ s. š., 135°14′10″ z. d. nebo Bílý průsmyk (White Pass, 873 m) 59°37′29″ s. š., 135°8′20″ z. d..
Cestu od pobřeží přes průsmyk museli překonat mnohokrát, každý zlatokop s sebou musel nést mimo nářadí na rýžování až jednu tunu zásob, aby mohl přežít zimu v kanadské divočině. Příslušníci kanadské Severozápadní jízdní policie to na hranicích Kanady důsledně kontrolovali. Každý zlatokop musel mít například 150 liber (libra = 0,45 kg) slaniny, 400 liber pšeničné mouky, 200 liber kukuřičné mouky, 125 liber fazolí, 75 liber sušeného ovoce, 25 liber cukru, 15 liber soli a 10 liber kávy. Zpočátku cesty mohli využívat tažná zvířata, ale později se terén stal tak náročným, že zásoby museli nést sami. Závěr cesty k průsmyku Chilkoot byl velmi strmý a riskantní, na posledních 800 metrech bylo převýšení až 300 metrů. Cesta vedla ledovým polem, ve kterém vytesali 1500 schodů. Na každý z nich se vešel jen jeden muž.
Na této úzké cestě se tísnil nepřetržitý zástup lidí. Kdo z něj vypadl, musel se vrátit dolů a začít od začátku. Na Bílém průsmyku, nacházejícím se v nižší výšce byla situace ještě horší. Trasa k němu byla známá jako Chodník mrtvých koní, protože podél této cesty zahynulo na tři tisíce tažných zvířat. Po překonání hřebenů čekal zlatokopy sestup k jezeru Bennett 60°3′16″ s. š., 134°52′45″ z. d. na kanadské straně hor, kde se nekonečný proud lidí zastavil. Na břehu jezera přes zimu vyrostlo městečko z několika tisíc stanů. Lidé káceli stromy a vyráběli provizorní plavidla, přestože většinou tuto práci nikdy nedělali. Potom jim nezbývalo než jen čekat, až na jezeře roztaje led. 29. května bylo poprvé možno plavidla spustit na vodu. V průběhu 48 hodin se flotila, čítající 7 124 plavidel, naložená téměř 15 tisíci tunami zásob vydala na 800 kilometrů dlouhou cestu přes jezera a kaskády po proudu řeky Yukon, až na vytoužený Klondike.
Odhaduje se, že v období zlaté horečky přišlo do liduprázdných oblastí okolo řeky Klondike až sto tisíc lidí, z toho v Dawson City jich bylo v roce 1898 skoro 30 000. Většina z nich však přišla příliš pozdě na to, aby zde zbohatli. Uplynuly už dva roky od objevení naleziště na Bonanza Creek. Všechny výnosné pozemky byly už zabrané a mimoto zlata bylo stále méně a méně. Když do toho přišla zpráva o nových nalezištích na Aljašce, lidé se začali houfně stěhovat tam a zlatá horečka na Klondiku skončila.

## Založení města Dawson City

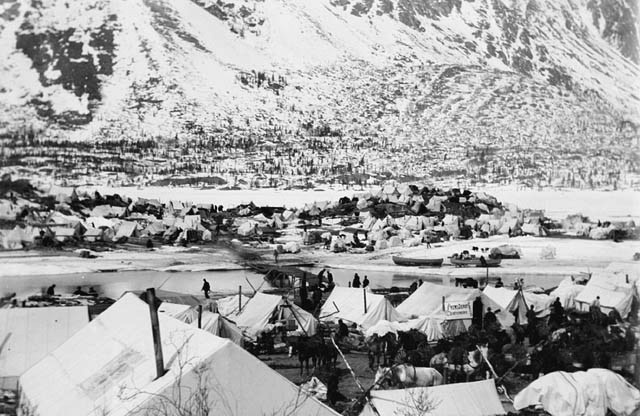
Dawson City v začátcích zlaté horečky

Na objevení zlata na Klondiku zbohatli nejen zlatokopové, ale především podnikatelé a podnikavci. Jedním z nejznámějších byl Joseph Francis Ladue, který je považován za zakladatele města Dawson. Ladue na Yukonu nebyl žádný nováček, žil zde od roku 1882 a zkoušel své štěstí nejdříve jako zlatokop, obchodník a podnikatel. Vlastnil pilu u ústí řeky Sixtymile River, několik kilometrů od Klondiku proti proudu řeky Yukon. Pochopil, že obchodováním se zlatokopy se dá vydělat víc peněz, než samotným hledáním zlata. Přišel na soutok řek Klondike a Yukon pouhých pět dní po Carmackově nálezu. Vytyčil zde pro sebe 64hektarový pozemek a šel si ho okamžitě zaregistrovat do Fort Constantine u ústí Fortymile Creek do Yukonu. Hned po návratu se pustil do stavby skladu a malé chatrče pro sebe, která však sloužila i jako hostinec. Vznikající město pojmenoval Dawson na počest kanadského geologa George Mercer Dawsona.

## Vzestup a pád Dawson City

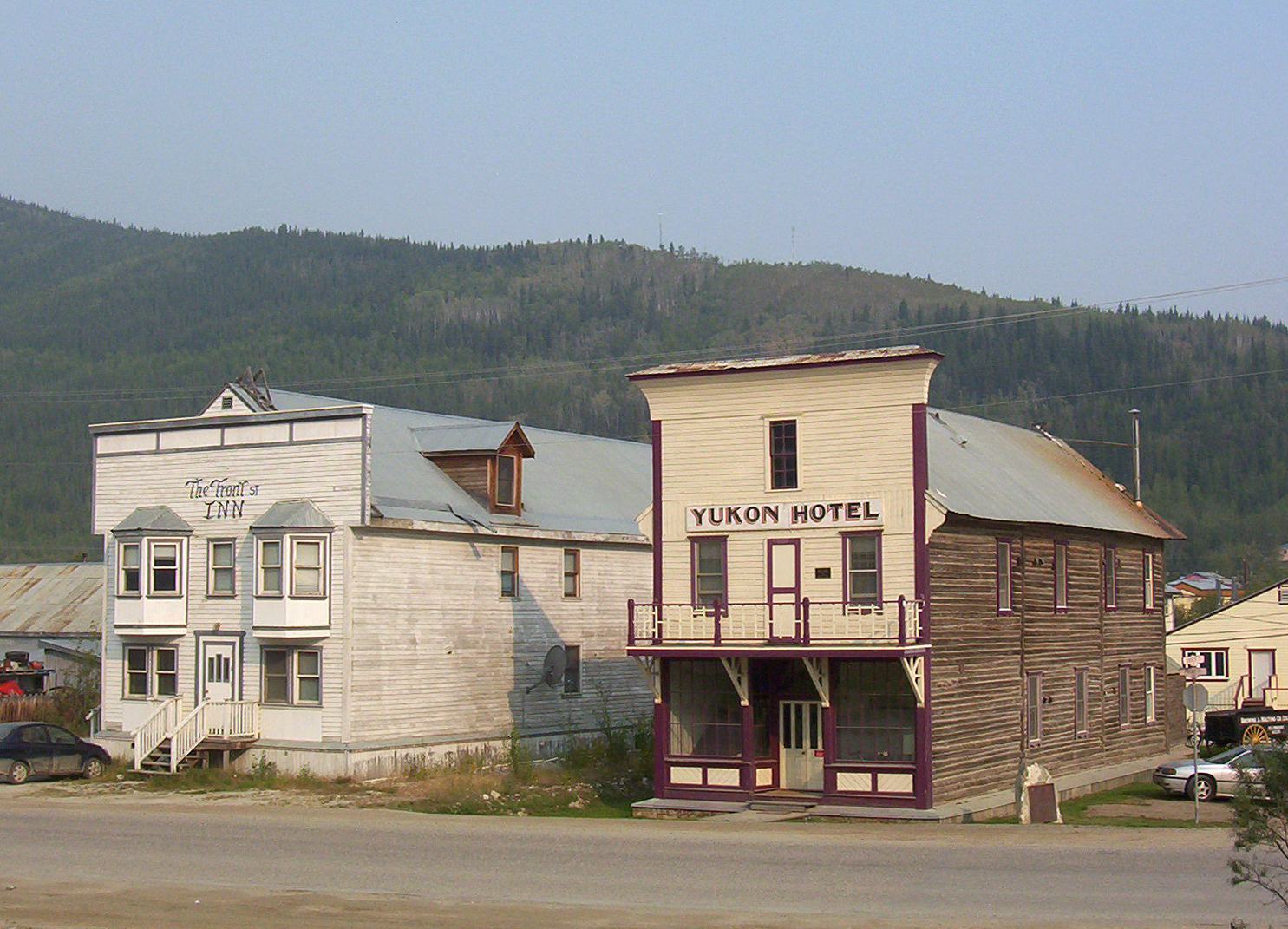
Yukon hotel v Dawson City postavený v období zlaté horečky

V lednu 1897 bylo v Dawsonu asi pět srubů a malé stanové městečko. Na jaře mělo město už 1400 obyvatel a začaly se tu točit velké peníze. Noc v hostinci J. Laduea stála 50 $, jedno vejce 1 $, pětiminutová koupel 1,5 $. V červenci 1897 otevřel Harry Ash nový hostinec. Jen první noc měl tržbu 30 000 $ a každou další 3000 dolarů. Po třech měsících Ash z Dawsonu odešel se 100 000 dolarů. Koncem léta bylo v Dawsonu už deset hostinců, tanečnice v nich vydělávaly až 100 dolarů za noc. Ladue začal prodávat městské pozemky za 200 $ za čtvereční stopu (0,09 m²). Koncem léta mělo město už 3500 obyvatel.
Největší vlna přistěhovalců však dorazila až v následujícím roce, kdy dorazili lidé putující měsíce ze Skagway a Dyea. Ze sta tisíc, kteří se vydali na cestu, jich sem dorazilo čtyřicet tisíc. Ceny městských pozemků vyletěly do závratných výšek. V létě 1898 se Dawson City stalo největším městem na severoamerickém kontinentě na západ od Winnipegu a na sever od San Francisca. Ještě ten rok ale jeho sláva začala upadat. Všechna bohatá naleziště už byla zabraná a většina nově příchozích neměla šanci zabrat si nové. Mohli si pozemek jen odkoupit, to však bylo příliš drahé. Když v roce 1899 přišly zvěsti o nových nalezištích na Aljašce, většina lidí se přesunula tam a počet obyvatel poklesl až na 8000. V roce oficiálního uznání Dawson City za město (1902), zde žilo méně než pět tisíc lidí. Později klesl počet obyvatel i pod tisíc a v roce 2006 tu žije 1327 obyvatel.

## Těžba zlata na Klondiku

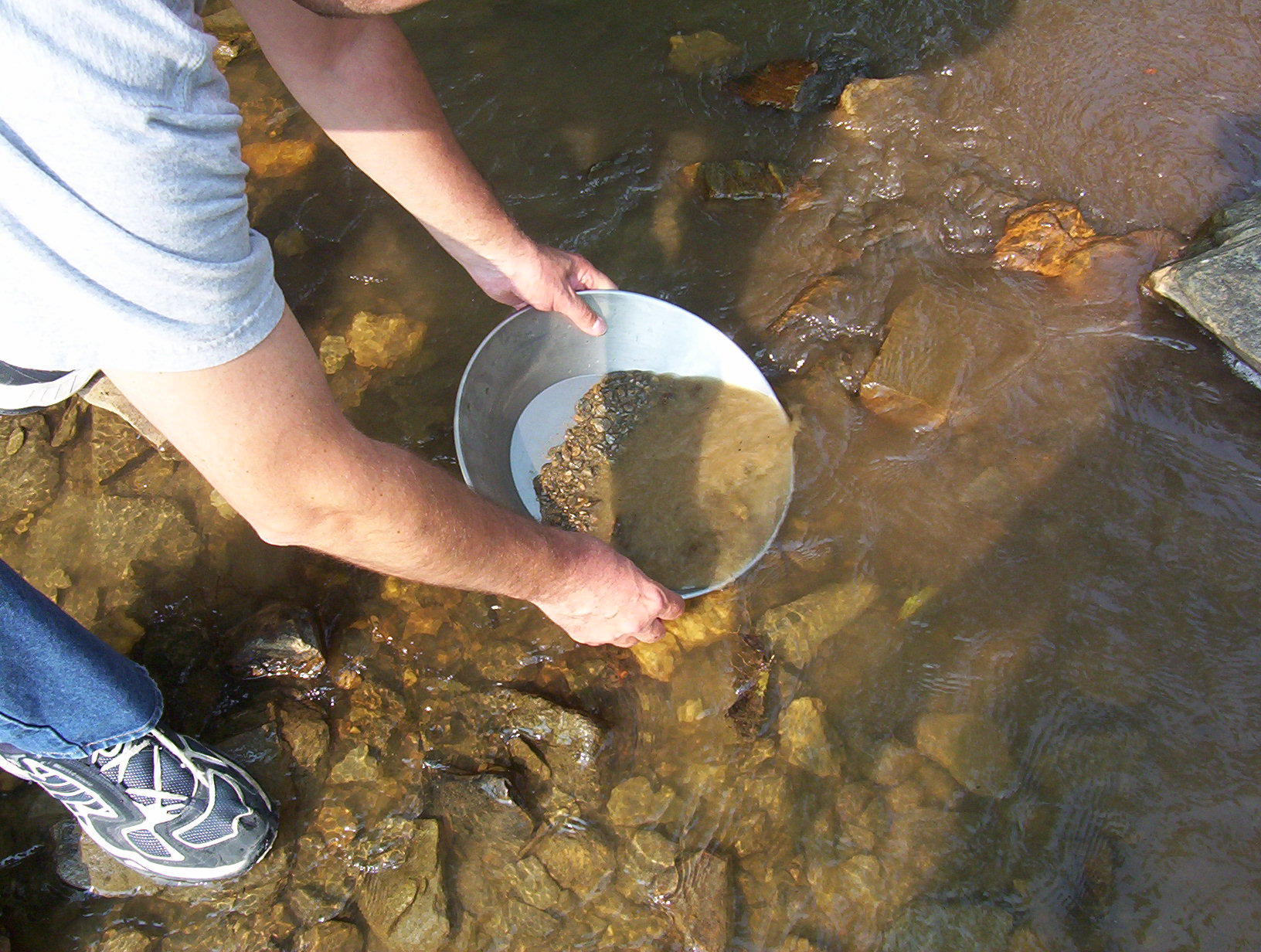
Rýžování zlata na potoce Bonanza Creek

Zlato se na Klondiku těžilo a stále ještě těží na tzv. placerech. Slovo placer pochází ze španělštiny a jeho původním významem je písčina. Označuje se jím místo, kde je zlato (nebo jiné vzácné minerály) uložené v nánosech písku nebo štěrku v korytech řek. Nejjednodušším způsobem jak zlato získat z placeru je rýžování. Využívá se přitom toho, že zlato je zhruba devatenáctkrát těžší než voda a mnohem těžší než štěrk a písek. Při ručním rýžování se nabírá směs štěrku a písku do kovové pánve a pomocí proudu vody a za neustálého kroužení pánví se z ní postupně odplavují lehčí částice. Stejný princip se využívá i při rýžování zlata ve velkých otevřených bednách opatřených na dně příčkami na zpomalení pohybu částeček zlata, do kterých se přidává rýžovaná směs lopatami. Tento způsob byl v počátečním období na Klondiku typický.

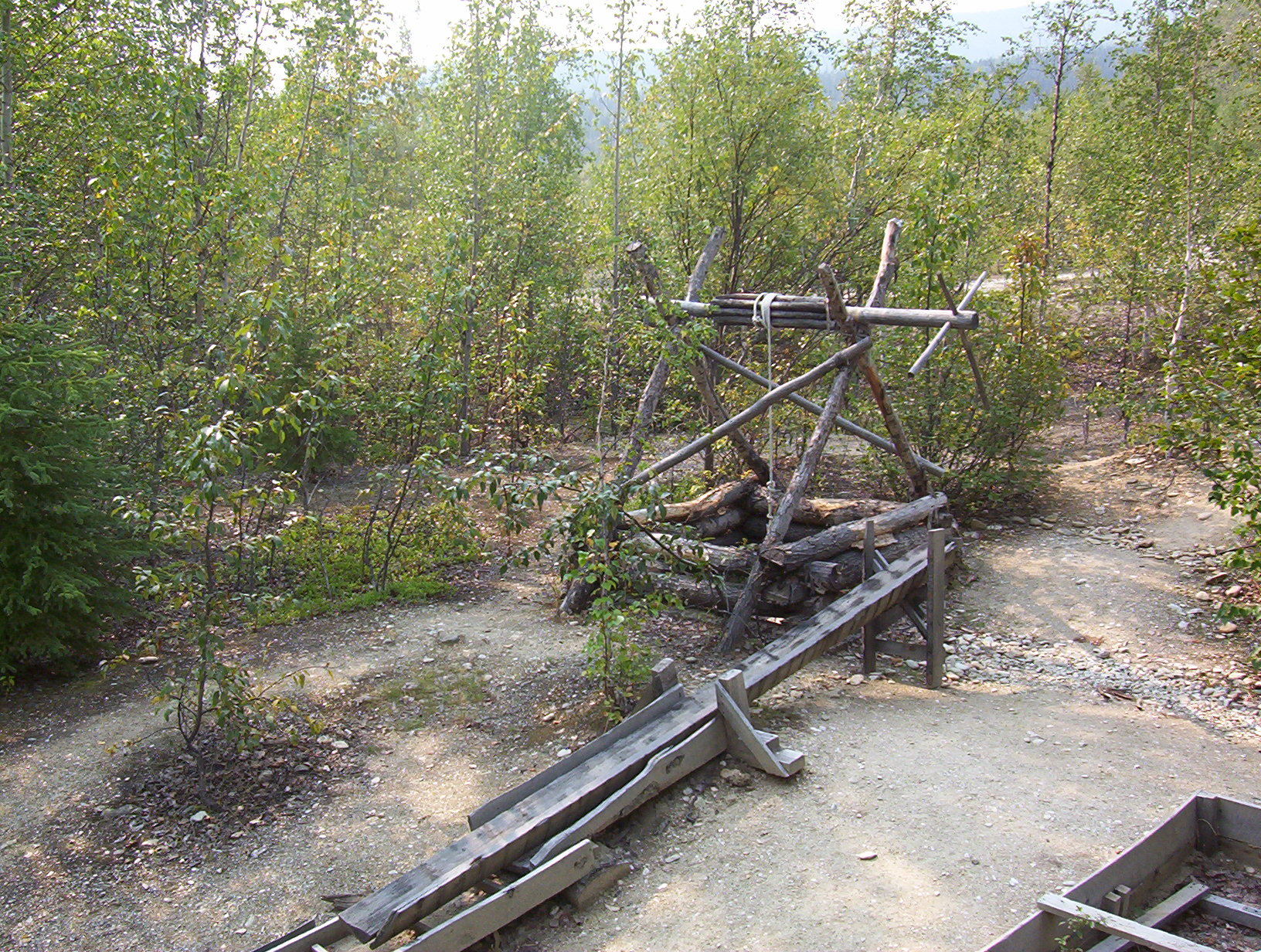
Ruční rumpál u potoka Bonanza Creek

Těžba zlata na Klondiku měla i svou zvláštnost, vyplývající z klimatických podmínek. Už několik metrů pod povrchem se nachází permafrost – věčně zmrzlá půda, nerozmrzající ani za nejvyšších letních teplot. Po počáteční těžbě v horních vrstvách začali zlatokopové těžit hlubší vrstvy a narazili na zmrzlou půdu. Tu napřed museli rozmrazit. Zpočátku prostě rozdělali na vrstvě, kterou chtěli odtěžit, oheň. Od roku 1902 se začalo používat k rozmrazování vodní páry. Tato činnost se vykonávala v zimě. Rozmrazenou horninu těžili ze šachet pomocí ručních rumpálů a ukládali ji na povrchu. Na jaře ji potom vodou promývali. Zlato se na Klondiku těžilo ještě dlouho po skončení zlaté horečky, dokonce v posledních letech se těžba obnovila, i když už není tolik rentabilní jako dřív. Nešlo však o individuální rýžování, ale o průmyslovou těžbu velkými plovoucími bagry. První z nich začal těžit už v roce 1899 za doznívání zlaté horečky.

## Jack London

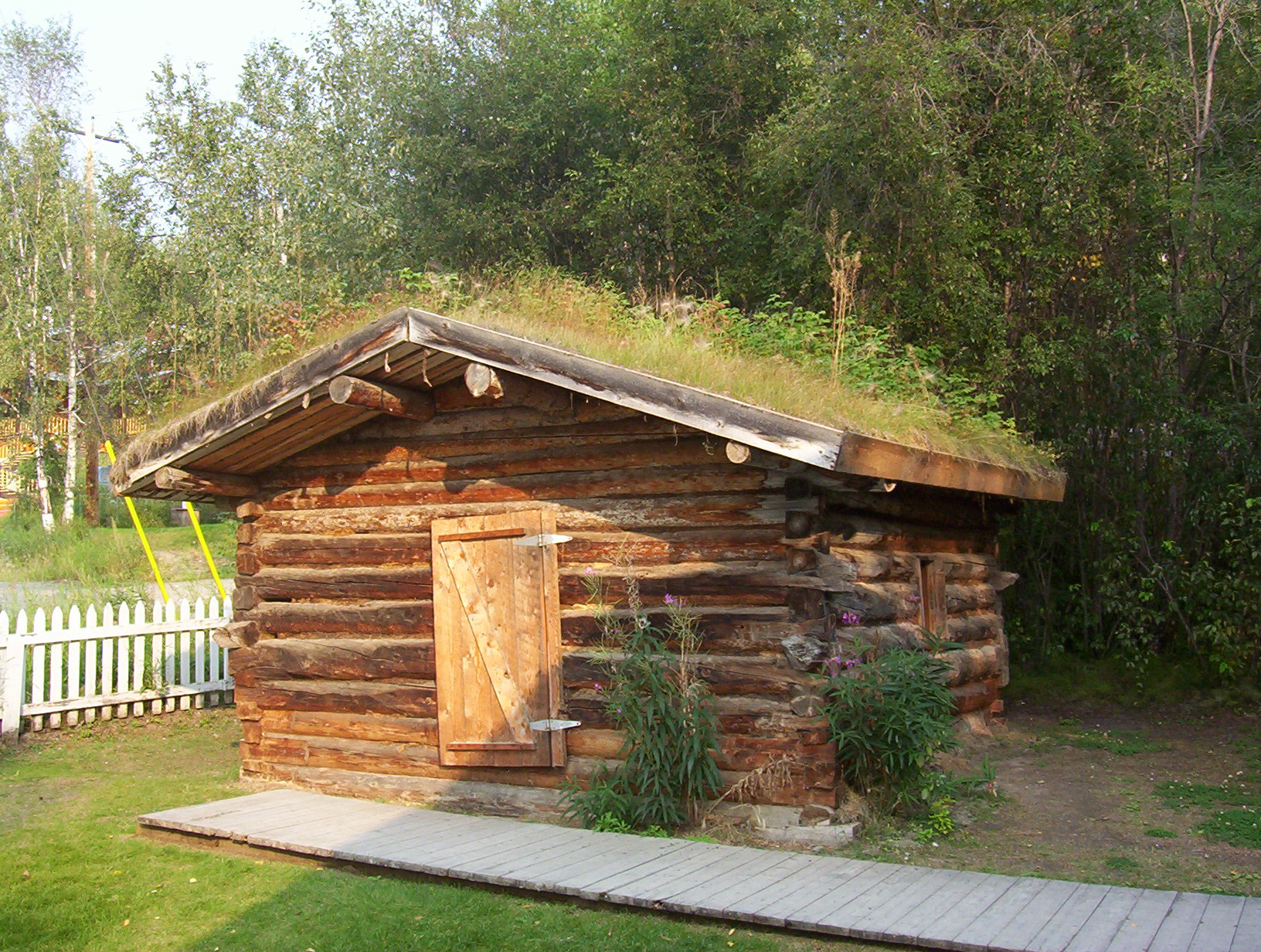
Rekonstruovaná chatrč Jacka Londona

Mezi desítkami tisíc lidí, kteří přišli za zlaté horečky hledat na Klondike zlato, byl i Jack London, který své zážitky použil při psaní knih Bílý tesák a Volání divočiny. London přišel na Yukon jako jednadvacetiletý v září 1897 a zkoušel štěstí jako zlatokop na potoce Henderson Creek, 120 km jižně od Dawson City. Jeho chatrč byla po zlaté horečce opuštěná a znovuobjevená v roce 1936. V roce 1965 byla chatrč rozebrána a z původních prken byly zhotoveny dvě repliky. Jedna z nich byla postavena v Londonově rodišti a druhá v Dawson City, kde bylo zároveň otevřeno i muzeum věnované Jacku Londonovi. Dalším uznávaným literátem spojeným se zlatou horečkou byl básník Robert W. Service, jehož chatrč dodnes stojí v Dawson City.

## Zlatá horečka a dnešek
Ačkoliv zlatá horečka na Klondiku trvala jen pouhé dva roky, Klondike a Dawson City se díky ní staly známými po celém světě. Dawson City se snaží vzpomínku na zlatou horečku stále udržovat. Je tomu přizpůsobena i architektura města, nejsou zde žádné výškové budovy a i nově postavené budovy se musí stavět ve stylu z časů zlaté horečky. Turistika se stala nejdůležitějším hospodářským odvětvím ve městě a přes značnou vzdálenost od velkých center navštěvuje Dawson City každoročně velké množství turistů.